# Hanna Nagel
Hanna Nagel (; Heidelberg, 10 giugno 1907 – Heidelberg, 15 marzo 1975) è stata un'artista tedesca.
Il suo lavoro è attualmente esposto in diverse sedi, come il Museum für Neue Kunst di Friburgo in Brisgovia, mentre in passato è stato esposto in musei quali il Museo d'arte di Stoccarda.

## Biografia
Figlia di un commerciante e di un'insegnante, Hanna Nagel si forma come rilegatrice prima di iscriversi alla Badische Landeskunstschul a Karlsruhe nel 1919, dove, all'inizio del secolo, era presente uno studio di litografia e incisione. La giovane artista si orientò naturalmente verso queste tecniche, seguendo corsi con Walter Conz, Wilelm Schnarrenberger e Karl Hubbuch, capo della sezione di Baden della Nuova oggettività, corrente artistica nata in Germania in seguito alla prima guerra mondiale. Il primo periodo del lavoro dell'artista si concentra quindi su temi realisti e contenuti sociali ma, contrariamente a Hubbuch, sceglie di trattare le sue figure da sole, isolate nel loro ambiente. Qui critica il trattamento riservato alle studentesse, in particolare a Hilde Isay, un'ebrea che aveva avuto una relazione amorosa con Karl Hubbuch. In numerosi ritratti e disegni di nudo, esamina criticamente l'abuso di potere e la discriminazione e ne descrive le conseguenze.
Nel 1929 si trasferisce a Berlino, dove segue i corsi di Hans Meid e Emil Orlik e si occupa in modo critico della distribuzione dei ruoli femminili e maschili. Nel 1931 sposa il pittore Hans Fischer. Questo segna la fine del suo periodo realista. Da questo momento realizza principalmente incisioni e cambia completamente prospettiva: alla rappresentazione della realtà subentra un lavoro maggiormente introspettivo. Nel 1933 riceve il Premio Roma dell'Accademia Tedesca Roma Villa Massimo, e con il marito si trasferisce nella capitale italiana per due anni.
Dopo il ritorno in Germania, inizia a lavorare come illustratrice, in particolare per autori russi. Durante l'epoca nazionalsocialista, Hanna Nagel fu membro della Camera delle Belle Arti del Reich e poté partecipare a numerose mostre. Il primo degli oltre 100 libri da lei illustrati, compresi quelli per bambini, fu pubblicato nel 1936. Tra gli altri, illustrò Il gabbiano di Anton Čechov, Il manicomio notturno di Maxim Gorky e opere di Daphne du Maurier. I cicli grafici di Hanna Nagel comprendono Phantasien zu 24 Chopin-Préludes, Die Träumende e Angst. Nel 1937 riceve una medaglia d'argento nella sezione grafica dell'Esposizione internazionale "Arts et Techniques dans la Vie moderne".
Nel 1998 la città di Karlsruhe ha istituito il premio annuale Hanna Nagel per gli artisti ultraquarantenni.

## Temi
Nagel si è occupata intensamente del rapporto tra uomo e donna, nonché del conflitto tra attività professionale e maternità. Nei suoi primi lavori, realizzati a Karlsruhe e a Berlino tra la fine degli anni Venti e l'inizio degli anni Trenta, ha elaborato soluzioni visive per temi socialmente rilevanti e ancora oggi irrisolti. All'inizio degli anni Trenta il suo stile cambiò, in parte a causa delle circostanze politiche. L'impressione visiva dei cosiddetti "Fogli scuri" corrispondeva interamente ai temi scelti, fortemente carichi di simbolismo.

## Mostre

### Personali
- 2022 - Hanna Nagel, Kunsthalle Mannheim, Mannheim, Germania

### Collettive
- 2024 - Modern Times: Pictures Of The 1920s From The Lindenau Museum Altenburg, Museum für Neue Kunst Freiburg, Friburgo, Germania
- 2024 - Radical: Women Artists and Modernism 1910-1950, Museum Arnhem, Arnhem, Paesi Bassi
- 2023 - Look At The People!, Kunstmuseum Stuttgart, Stoccarda, Germania
- 2023 - 27 Autumn leaves, Galerie aKonzept, Berlino, Germania
- 2023 - So viel Anfang! Künstlerinnen der Moderne und ihr Werk nach 1945, Städtische Galerie, Karlsruhe, Germania
- 2018 - Blickkontakt: Gesichter einer Sammlung, Städtische Galerie, Karlsruhe, Germany